# ラトビア国立交響楽団
ラトビア国立交響楽団 (ラトビアこくりつこうきょうがくだん、ラトビア語: Latvijas Nacionālais simfoniskais orķestris、略称：LNSO) は、ラトビアのリガに本拠を置く国立のオーケストラ。

## 概要
1926年創立。リガ放送交響楽団として発足し、ロストロポーヴィチ、オイストラフ、リヒテルなど豪華なソリスト達を定期公演の常連に迎えながら、グレードアップを続け、ラトビア国立交響楽団へと発展した。

1975年から12年間ヴァシリー・シナイスキーが首席指揮者を務め、国外への楽旅を増やし、ラトビア音楽の普及に尽くすなど、楽団中興の祖としての実績を残した。

自国出身のマリス・ヤンソンス、ロシアのフェドセーエフなど巨匠指揮者を客演に迎えるなど豊富な経験を積んでいる。

2022年からタルモ・ペルトコスキが音楽監督を務める。

## 音楽監督・首席指揮者
- アルヴィズ・パルプス（1926年–1928年）
- ヤニス・メディンス（1929年–1944年）
- ドミトリース・クイコフス(1945年–1949年)
- エドガーズ・トンズ（1963年–1966年）
- レオニーズ・ヴィグナース(1966年–1974年)
- ヴァシリー・シナイスキー（1975年–1987年）
- ポール・マギ（1990年–1994年）
- テリエ・ミケルセン（1997年–2001年）
- オラリ・エルツ（2001年–2005年）
- カレル・マーク・シチョン(2009年–2012年)
- アンドリス・ポーガ（2013年–2021年）
- タルモ・ペルトコスキ (2022年– )